# Eve Torres
Eve Marie Torres (Denver, 5 de maig, 1984) és una ballarina, model i actriu dels Estats Units guanyadora el concurs Diva Search 2007. Fou la guanyadora a RAW el 29 d'octubre del 2007.

## Biografia
Eve té un pare espanyol i una mare italiana. A Eve li agradava l'esport i estudiar.
A l'escola, Eve va iniciar els seus passos com a ballarina professional i el 2006 es graduà como Enginyera industrial i de sistemes des de la Universitat del Sud de Califòrnia. Eve va ser co-capitana del USC Fly Girls.
Junt amb ballar, Eve també va actuar en series como Days of our Lives, The Drop i The Underground.
Eve és coneguda per la seva forta passió per la caritat, degut a les múltiples donacions a llars de menors i hospitals.

## World Wrestling Entertainment

### 2007
En el concurso del Diva Search, Eve va ser la primera seleccionada dins de les 8 finalistes.
Eve va fer les seves primeres aparicions en RAW y SmackDown! el 22 i 26 d'octubre, respectivament, como una de les dues finalistes del concurs. El 29 d'octubre del 2007, Eve es va transformar oficialment en una Diva de la WWE, després de guanyar el Diva Search 2007.
Després va fer la seva aparició en el Swimsuit Contest amb 4 Dives més, però 2 setmanes després va ser eliminada sense aconseguir el premi.
Eve va haver de ser àrbitre especial en una baralla entre Maryse & Victoria vs Michelle McCool & Cherry.
Després Eve no va aparèixer a la pantalla fins al concurs de Dives que es va realitzar a Raw. Va guanyar Maria.

## En lluita
- Tema musical
  - "Let it Roll" - de Velvet Revolver
  - "Energia Pop" - de Juan Estefan

## Palmarès
- World Wrestling Entertainment
  - Guanyadora del Diva Search (2007)